# ブエノスアイレスの聖体の奇跡

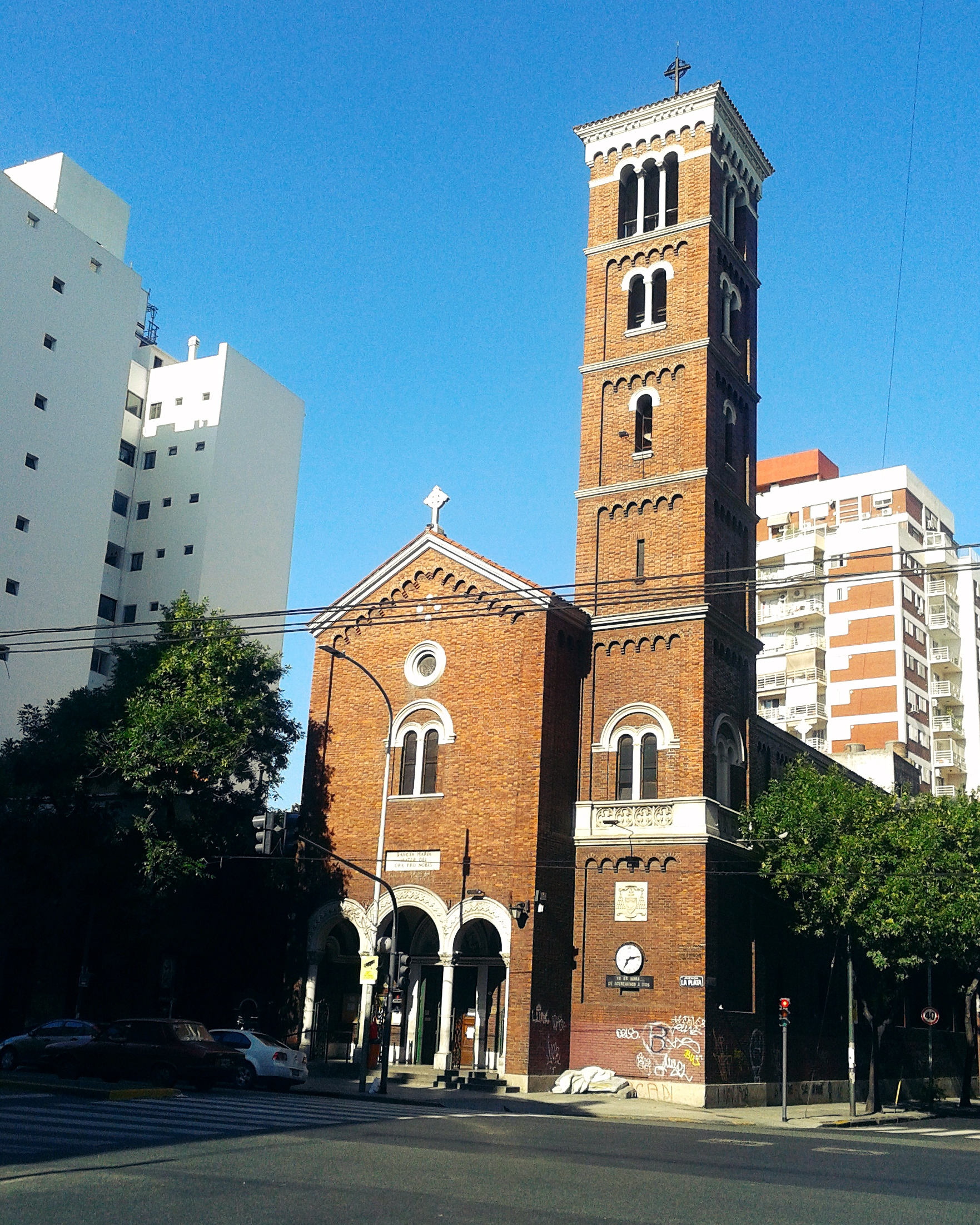
ブエノスアイレスの聖母マリア教会

ブエノスアイレスの聖体の奇跡は、1992年から1996年までアルゼンチンのブエノスアイレスで起こったとされる聖体の奇跡の事である。

## 概要
1992年5月1日、聖母マリア教会のアレハンドロ・ペゼト神父は、聖体布に残されている聖体の断片を発見した。すでにミサで聖別された聖体は、規則に従って廃棄することはできない為、典礼の慣習に従いそれらが溶解する水の容器に入れ、聖櫃に安置した。5月8日、ペゼトは、水中で聖体の断片が溶解せず、代わりに赤くなったことを発見した。5月10日、同教会の主日のミサを捧げていた神父は、聖体皿に数滴の血が付いているのを発見した。地元の医師と血液専門医の分析により、人間の血であるという結論に達した。1994年7月24日、主日の子供ミサを捧げていた神父が、聖櫃から取り出した聖体容器の内側に一滴の血が流れ落ちるのを発見した。この出来事は1992年と1996年の現象とは関連性がなかった。1996年8月15日、聖母の被昇天ミサの聖体拝領の後、1人の女性がペゼト神父に、教会の床に聖体が捨てられていることを知らせた。1992年と同様に、再び規則に従って聖櫃に安置した。数日後の26日、聖体は水中で分解せず、血まみれの肉片に変化しているのを発見した。
この事実は、ブエノスアイレスのホルヘ・ベルゴリオ補佐司教（後の教皇フランシスコ）に報告され、ベルゴリオは聖体の写真をプロの写真家に撮影させることを勧めた。3年後の1999年、聖体が分解せず肉片の状態であることが発見され、大司教となっていたベルゴリオは聖体の科学的調査を決定した。分析は同年10月に開始された。

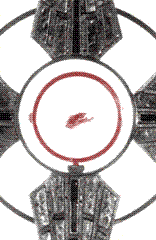
聖体顕示台

## 調査
綿密な調査は、主に1996年の現象に関連する資料で実施された。1999年、神経心理学と神経生理学の専門家である有名なボリビアの医師であるリカルド・カスタニョン・ゴメス博士が、聖体のサンプルの調査を依頼された。聖体のサンプルの最初の分析は、ブエノスアイレスの研究所で行われた。サンプルの出所は知らされていない。2000年1月、人間のDNAの痕跡が資料から発見されたことが公に発表された。研究室によると、血液と組織のサンプルは赤血球と白血球が人間の心臓からのものである。心臓細胞が脈動する百万倍の倍率で見える、生きている人間の心臓の特徴を持っていると報告した。血液型はABである。
その後、サンプルはシドニーとニューヨークの研究所に送られた。シドニーでは、シドニー大学のジョン・ウォーカー教授によって調査が行われ、2003年に、両方とも無傷の筋細胞と白血球である。組織が炎症性変化を示し、外傷を負った人間から採取された筋細胞と血球であることが確認された。ニューヨークでは、コロンビア大学の米国で最も著名な法医学の専門家で心臓専門医のフレデリック・ズギベ教授によって調査が行われ、2005年に調査結果が発表された。分析の結果、人間のDNAを含む肉と血液であると結論付けられた。亡くなった人間の心臓組織には存在し得ない心筋組織と無傷の白血球が存在することが判明した。白血球が心筋組織に浸透する様子を観察したズギベは「心臓は、胸を激しく殴られたかのように、心臓に激しいストレスを受けている」と述べた。サンプルは1996年に見つかった組織から採取されたと知らされたズギベは「1996年に亡くなった人の心臓が、どうしてまだ生きているのだろうか」と尋ねた。サンプルの出所を知らされていなかったズギベは、この時点で、その物質が聖別された聖体であるということを告げられた。